# François Rabelais
François Rabelais (n. secolul al XV-lea, Seuilly, Centre-Val de Loire, Franța – d. 1553, Paris, Regatul Franței) a fost un scriitor și medic francez.
Spirit umanist, poliglot, cu largă deschidere culturală, a fost una dintre cele mai reprezentative personalități ale Renașterii.
Opera care i-a asigurat nemurirea o constituie romanele Gargantua și Pantagruel, o satiră acidă la adresa moravurilor acelei epoci, prin care critică bigotismul, superstițiile și abuzurile clerului, realizată în maniera grotescului.

## Biografie

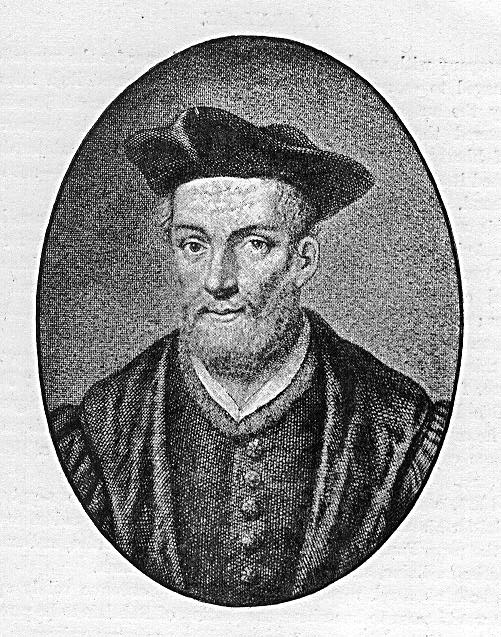
François Rabelais

Fiu al unui bogat magistrat și moșier, s-a născut la Seuilly, în apropiere de Chinon. Educat în tradiția Renașterii umaniste, Rabelais a fost pe rând autor satiric, călugăr și medic, numele său devenind sinonim cu umorul licențios. Rabelais a studiat dreptul la începutul anilor 1500, apoi s-a alăturat ca novice mănăstirii franciscane din La Naumette și a ajuns călugăr la Fontenay-le-Comte. A studiat greaca și latina, științele, dreptul, filologia și literele, devenind cunoscut și respectat de umaniștii timpului său. Rabelais i-a adresat o petiție papei Clement VII și a primit permisiunea de a părăsi ordinul franciscan și de a intra la mănăstirea benedictină din Maillezais.
În 1530 renunță la preoție și își ia diploma de licențiat în medicină de la Universitatea din Montpellier. În 1532 a mers la Lyon, pe atunci un centru intelectual de prestigiu, unde a practicat medicina, a editat numeroase lucrări în limba latină, a tradus și a comentat tratate de medicină din antichitate (precum Aforismele lui Hippocrate, 1532) și a compus almanahuri burlești.
Francisc I și predecesorul lui, Henric al II-lea, i-au acordat lui Rabelais privilegiul regal de a-și publica operele. În 1535, scriitorul a călătorit la Roma ca însoțitor și medic al cardinalului Jean du Bellay. Aici papa i-a iertat păcatul de a fi renunțat la hirotonire. Se întoarce în Franța unde devine preot nehirotonit și practică medicina, iar în 1537 devine doctor în medicină la Montpellier.
După ce protectorii săi cei mai importanți au murit, iar climatul de intoleranță religioasă din ce în ce mai periculos din Franța l-a obligat să se refugieze în Metz, pe atunci oraș german liber. Acolo a practicat medicina, a citit opera lui Martin Luther și nu s-a căit niciodată.
Când s-a întors în Franța, Rabelais a primit două surse de venit, parohiile Medon și Saint-Christophe-de-Jambet, ca sprijin la bătrânețe, dar nu a slujit niciodată în ele. A murit pe Rue des Jardins, la Paris, în 1553. Ultimele sale cuvinte îi dezvăluie pregătirea pentru noua aventură măreață: „Plec să caut marele posibil”.

## Opera
Rabelais a fost autorul unor alegorii satirice, printre care: 
- Gargantua și Pantagruel, o serie de 4-5 cărți:
  - Pantagruel (Lyon, 1532) [Les horribles et épouvantables faits et prouesses du très renommé Pantagruel, roi des Dipsodes, fils du grand géant Gargantua (Groaznicele și înspăimântătoarele fapte și isprăvi ale preavestitului Pantagruel, rege al Dipsozilor, feciorul marelui uriaș Gargantua)]
  - La vie très horrifique du grand Gargantua, père de Pantagruel (Viața extrem de înfricoșătoare a marelui Gargantua, tatăl lui Pantagruel) (Lyon, 1534), uzual numită simplu Gargantua
  - Le Tiers Livre (1546)
  - Le Quart Livre (1552)
  - Le Cinquiesme Livre (atribuirea lui Rabelais este dezbătută)

## Importanța operei sale
Rabelais a început să scrie povestiri nemaiîntâlnite în literatura medievală. Istorisirile sale relatau aventurile lui Gargantua și ale fiului său, Pantagruel, doi uriași. „Pantagruel” a fost publicat în 1532 sub pseudonimul Alcofribas Nasier(o anagramă a numelui său).
Romanul lui Rabelais este una dintre capodoperele universale, o operă de dimensiuni gigantice, la fel ca mărimea personajelor sale. Dincolo de umorul spumos, adesea obscen, se desfășoară dezbateri serioase cu privire la educație, politică și filosofie.
Povestirea aventurilor celor două personaje spumoase, burlești și alegorice, nu este decât un pretext pentru scriitor de a introduce în narațiune figuri tipice ale societății contemporane și aluzii critice la evenimentele vremii.
„Pantagruel și Gargantua” au fost apreciate de public, dar au fost condamnate ca obscene de cenzorii de la Universitatea Sorbona din Paris, care au trimis petiții la Curtea Supremă pentru a le interzice din cauza conținutului lor eretic și politic. Rabelais însă avea prieteni influenți. Se bucura de protecția unui politician important, Guillaume du Bellay, și a unor membri ai clerului de rang înalt, precum cardinalul Jean du Bellay, episcopul Geoffroy d'Estissac și cardinalul Odet d'Châtillon. Făcea parte și dintr-un cerc privilegiat de poeți și scriitori protejați de Margareta de Navarra, sora lui Francisc I.